# Liste der Biografien/Fischer, B
Liste der Biografien |
Portal Biografien |
B Personensuche
# |
A |
B |
C |
D |
E |
F |
G |
H |
I |
J |
K |
L |
M |
N |
O |
P |
Q |
R |
S |
T |
U |
V |
W |
X |
Y |
Z |
?
 
Fa |
Fe |
Ff |
Fh |
Fi |
Fj |
Fk |
Fl |
Fm |
Fn |
Fo |
Fr |
Ft |
Fu |
Fy
 
Fia |
Fib |
Fic |
Fid |
Fie |
Fif |
Fig |
Fih |
Fii |
Fij |
Fik |
Fil |
Fim |
Fin |
Fio |
Fip |
Fiq |
Fir |
Fis |
Fit |
Fiu |
Fiv |
Fix |
Fiz
 
Fisa |
Fisb |
Fisc |
Fise |
Fish |
Fisi |
Fisk |
Fisl |
Fism |
Fiso |
Fisq |
Fiss |
Fist |
Fisu |
Fisz
 
Fisce |
Fisch |
Fiscu
 
Fischa |
Fischb |
Fischd |
Fische |
Fischg |
Fischh |
Fischi |
Fischl |
Fischm |
Fischn |
Fischo |
Fischt
 
Fisched |
Fischel |
Fischen |
Fischer |
Fischet
 
Fischer, A |
Fischer, B |
Fischer, C |
Fischer, D |
Fischer, E |
Fischer, F |
Fischer, G |
Fischer, H |
Fischer, I |
Fischer, J |
Fischer, K |
Fischer, L |
Fischer, M |
Fischer, N |
Fischer, O |
Fischer, P |
Fischer, R |
Fischer, S |
Fischer, T |
Fischer, U |
Fischer, V |
Fischer, W |
Fischer, X |
Fischer, Y |
Fischer, Z |
Fischera |
Fischerk |
Fischerm |
Fischern |
Fischero
Die Liste der Biografien führt alle Personen auf, die in der deutschsprachigen Wikipedia einen Artikel haben. Dieses ist eine Teilliste mit 46 Einträgen von Personen, deren Namen mit den Buchstaben „Fischer, B“ beginnt.

## Fischer, B

### Fischer, Ba
- Fischer, Balthasar (1912–2001), deutscher katholischer Theologe, Liturgiewissenschaftler sowie Hochschullehrer
- Fischer, Barbara (1963–2010), deutsche Germanistin

### Fischer, Be
- Fischer, Beat (1641–1698), Gründer der Post im alten Staat BernBeat Fischer (1641–1698)

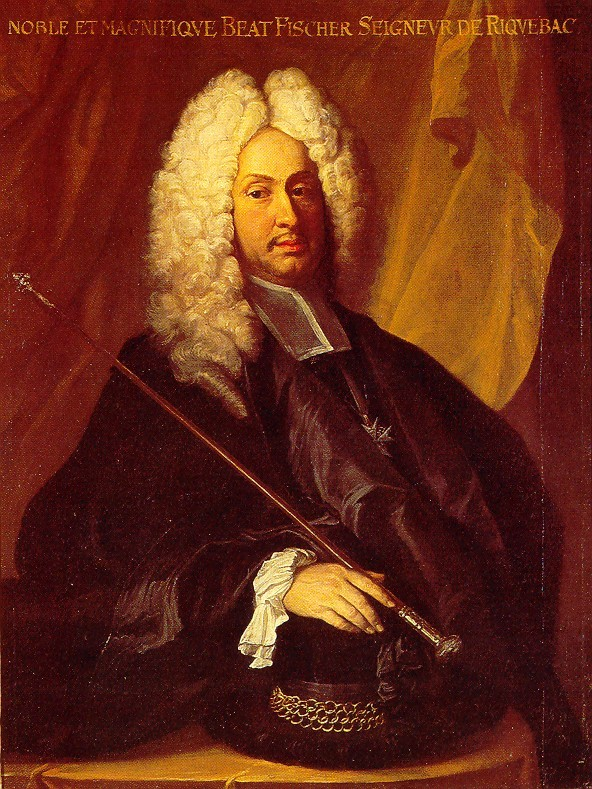
Beat Fischer (1641–1698)

- Fischer, Beat von (1901–1984), Schweizer Diplomat
- Fischer, Beate († 1994), Sexarbeiterin, Mordopfer
- Fischer, Becky (* 1951), US-amerikanische Pastorin der charismatischen Bewegung, die vor allem zu Kindern predigt
- Fischer, Béla (* 1959), slowakisch-österreichischer Komponist, Dirigent, Pianist und Musikpädagoge
- Fischer, Benedikt (1491–1554), evangelischer Pfarrer in Schlesien
- Fischer, Benedikt (1964–2021), deutscher Fernsehjournalist, Autor von Dokumentarfilmen
- Fischer, Benjamin (* 1980), liechtensteinischer Fussballspieler
- Fischer, Benjamin (* 1991), Schweizer Politiker (SVP)
- Fischer, Benno (1828–1865), deutscher Historien- und Genremaler
- Fischer, Benno (1902–1981), tschechoslowakischer Politiker (SdP)
- Fischer, Bente (* 2002), deutsche Fußballspielerin
- Fischer, Bernd (1936–2020), deutscher Mathematiker
- Fischer, Bernd (1939–2025), deutscher Fußballtrainer
- Fischer, Bernd (1940–2018), deutscher Oberst im Ministerium für Staatssicherheit (MfS) der DDR
- Fischer, Bernd (* 1949), deutscher Anatom und Reproduktionsbiologe
- Fischer, Bernd (* 1949), deutscher Fußballspieler
- Fischer, Bernd (* 1950), deutscher Diplomat
- Fischer, Bernd (1953–2024), deutscher Radrennfahrer
- Fischer, Bernd (* 1964), deutscher Kameramann und Filmregisseur
- Fischer, Bernd Erhard (* 1948), deutscher Lithograf und Autor
- Fischer, Bernd Jürgen (* 1952), US-amerikanischer Historiker und Albanologe
- Fischer, Bernd Michael (* 1939), deutscher Mediziner, Professor für innere Medizin
- Fischer, Bernd-Jürgen (* 1943), deutscher Sprachwissenschaftler und Übersetzer
- Fischer, Bernhard (1821–1906), böhmischer Rabbiner und Publizist
- Fischer, Bernhard (1852–1915), deutscher Mediziner und Meeresmikrobiologe
- Fischer, Bernhard (* 1956), deutscher Germanist
- Fischer, Bernhard Friedrich (1807–1862), Schweizer Politiker
- Fischer, Berthold (1807–1879), österreichischer Unternehmer
- Fischer, Betty (1887–1969), österreichische Operettensängerin (Sopran)

### Fischer, Bi
- Fischer, Bianca (* 1949), deutsche Juristin und Kommunalpolitikerin
- Fischer, Bigi (* 1950), österreichische Schauspielerin
- Fischer, Birgit (* 1953), deutsche Politikerin (SPD), MdL
- Fischer, Birgit (* 1962), deutsche Kanutin
- Fischer, Birgit (* 1968), deutsche Sängerin

### Fischer, Bo
- Fischer, Bobbi, deutscher Pianist, Komponist und Arrangeur
- Fischer, Bobby (1943–2008), US-amerikanischer Schachspieler und SchachweltmeisterBobby Fischer (1943–2008)

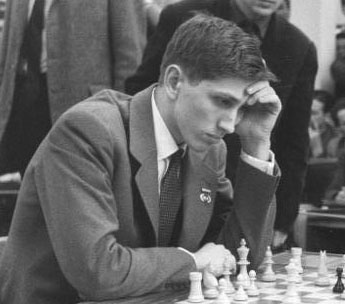
Bobby Fischer (1943–2008)

- Fischer, Bodo (* 1935), deutscher Soziologe und Politiker (SPD), MdHB
- Fischer, Bodo (1940–2009), deutscher Handballspieler
- Fischer, Bonifatius (1915–1997), deutscher Theologe und Benediktiner

### Fischer, Br
- Fischer, Bram (1908–1975), südafrikanischer weißer Rechtsanwalt und Bürgerrechtler
- Fischer, Britta (* 1944), deutsche Schauspielerin
- Fischer, Britta (* 1972), deutsche Sportpädagogin und Hochschullehrerin
- Fischer, Bruno (1860–1932), deutscher Bildhauer